# 7SEEDS 幻海奇情
《7SEEDS～幻海奇情～》為田村由美的日本漫畫作品，2001年11月起於小學館漫畫雜誌《別冊少女Comic》開始連載，2002年6月伴隨同社的《月刊flowers》創刊移往該誌連載。2007年獲得第52屆小學館漫畫賞，2017年7月完結。作中分別以數個不同主角的視點，來敘述各個隊伍的遭遇，被認為是群像劇體裁的作品。改編網絡動畫於2019年6月至至2020年3月發表。

## 劇情簡介
因世界末日的到來，各國政府展開各種計畫。其中，7SEEDS計畫即是將健康的年輕人冷凍保存至末日後的世界，讓人類得以續存的最後預備手段。隕石浩劫後，數十名日本青少年從冬眠中醒來，面對氣候、物種與地貌皆劇烈變化的新世界，展開一連串的探索與冒險。

## 登場人物
本作擁有複數的主角存在，以各不相同的視角來推進故事劇情。

### 夏組-B
第1卷登場。位處在長崎縣近海。
岩清水 夏（配音：南里侑香（廣播劇CD） / 東山奈央（網路動畫））
夏組-B篇的主角。16歲。個性內向軟弱，說話時不敢看對方眼睛，很容易受到傷害，因此初期常被禪丸和牡丹傷害到，後來發現他們其實沒有惡意。
非常喜歡青田　嵐，曾一度想到小花死掉就會有一瞬間的竊喜，後產生罪惡感，在蜘蛛卵幻覺中聽到嵐對其的告白時瞬間清醒，原來自己喜歡的是那個深愛著小花的嵐。
隨著故事進行也越來越勇敢，佐渡島時為了把在水中的禪丸拉回來，主動跳進水裡找他，後成功打開放置方舟的大門，和小花、禪丸、朔也一起搭乘方舟逃至地表。
被禪丸喜歡著卻不自知，在佐渡和禪丸單獨行動後被其親吻才開始發現自己的感情。
青田 嵐（配音：鳥海浩輔（廣播劇CD） / 福山潤（網路動畫））
17歲。東京都杉並區出生。是學校游泳社指日可待的王牌，和末黑野 花是青梅竹馬長大的情侶，到這世界後一直在尋找她，曾一度因覺得見不到小花而放棄生存慾望，但收到小夏在秋組村落發現小花留下的字條後燃起必須要見到面的強烈想法。
在故事初期和小夏及禪丸組成三人組到處旅行。
麻井 蟬丸（配音：小西克幸（廣播劇CD、網路動畫））
18歲。靜岡縣濱松市出生。單親家庭，由母親獨自扶養長大，個性衝動且看不慣熱性軟弱的岩清水 夏，但逐漸被其吸引而喜歡上她。
在佐渡島時和小夏一起行動並成功親吻她。
天道 祭（配音：松野郁美（廣播劇CD） / 阿澄佳奈（網路動畫））
16歲少女。常常離家出走，家中是農業家庭，因此對各種農作物非常熟悉，個性非常活潑開朗，擅長美髮。
喜歡夏A組的涼，常常纏著他，並說他是個非常乾淨的人，結局和涼及安居一起搭船出海去世界旅行。
守宮粽（配音：MIKI（廣播劇CD） / 石田彰（網路動畫））
美術大學1年級。熊本縣出生。非常擅長各類美術，在故事裡於各地留下作品並繪畫地圖，其在貓島畫的第一幅畫和組員簽名後被小花發現，也讓小花產生活下去的動力。
其父為雕刻七座避難設施佛像的小組隊長，花了17年雕刻完後希望將小孩放進7Seeds計畫前往未來，因此成為夏B組員之一。
個性沉穩安靜且溫和，該組引導人牡丹評論她有讓人如沐春風的感覺。
草刈 螢（配音：德永愛（廣播劇CD） / 悠木碧（網路動畫））
12歲，和新草 雲雀為親戚，個性溫和並具有強烈直覺，擅長看手相。
後期在佐渡島被螞蟻抓走當成工作人員，因地形開始崩毀時獨自逃出並和其他人會合，準備逃出地面時遭遇了女王蟻及蟻群，因曾在螞蟻窩工作過而被當成同伴，順利和大家一起逃至地表。
百舌戶 要（配音：井上和彥（廣播劇CD、網路動畫））
年齡不詳，實為夏A組當年的導師之一。因身為首相的姪子，幼年被綁架至深山後獨自逃出並在山裡生存兩星期，所以認為夏A組應該要有各種生存能力和心性，結果卻造成該組心性崩壞。
故事中不常和其他人互動，大多數時都是暗自觀察各組，在計畫中擔任「死神」的角色，及判斷各種是否有生存的權利，若無法時則將殺害他們。
在後期佐渡島時認為安居是不安定因素所以想將之除去，卻被眾人勸說且認為他本身才是活在過去的人，後為引開要去胡桃那邊的螞蟻，將燈油淋到自身當作誘餌轉移螞蟻注意力，最後生死不明，只有左手手套被刈田發現。
早乙女 牡丹（配音：高島雅羅（廣播劇CD） / 澤海陽子（網路動畫））
夏之B隊的引導。原警察。

### 春組
第2卷登場。位處在關東近郊的太平洋。
末黑野 花（配音：雪野五月（廣播劇CD） / 日笠陽子（網路動畫））
春組篇的主角。17歲。東京都世田谷區出生。
雪間 春（配音：保志總一朗（廣播劇CD） / 野島裕史（網路動畫））
16歲。音樂世家出生。擅長鋼琴。
角又 萬作（配音：置鮎龍太郎（廣播劇CD、網路動畫））
18歲。關西出生。
新草 雲雀（配音：喜多村英梨（網路動畫））
12歲。解凍失敗而沒有甦醒。
鯛網 萵苣（配音：大澤千秋（廣播劇CDCD） / 能登麻美子（網路動畫））
18歲。小花的摯友。石川縣金澤市出生。
野火 桃太郎（配音：小林由美子（廣播劇CD） / 廣橋涼（網路動畫））
12歲。記憶力十分優秀。學校裡大家都稱呼他為神童。宮城縣仙台市出生。
甘茶 藤子（配音：山田美穗（廣播劇CD） / 伊藤靜（網路動畫））
17歲。志願是成為醫生。茨城縣出生。
柳 踏青（配音：楠大典（廣播劇CD） / 江川央生（網路動畫））
春組的引導。年齡不詳。原自衛隊員，橫蠻自大。因被蟲刺中身體在其體內產卵，為阻止幼蟲於體內破殼而出而自焚。

### 冬組
第4卷登場。位處在北海道南岸的太平洋。比其他組還早15年解凍，最初的7人中有3名解凍失敗而死亡。
新卷 鷹弘（配音：佐佐木望（廣播劇CD、網路動畫））
冬組篇的主角。高校2年級。神奈川出生。棒球社，號稱五十年難得一人的投手。冬組唯一生還者。
鮫島 吹雪（配音：檜山修之（廣播劇CD） / 野島健兒（網路動畫））
高校2年級。廣島出生。棒球社。被老虎襲擊而死。
神樂坂 美鶴（配音：久川綾（廣播劇CD） / 桑島法子（網路動畫））
高校2年級。日本舞踊界的希望。為吹雪殉情，在冰雪中跳舞凍僵致死。
枯園 睦月（配音：永野善一（廣播劇CD））
大學1年級。關西出生。被老虎襲擊而慘死。
柴漬 霰
因為解凍失敗，身體呈現木乃伊的狀態。可能很擅長科學相關領域。
室咲 冬至
因為解凍失敗，身體呈現木乃伊的狀態。可能很擅長農業相關領域。
綾取 風花
因為解凍失敗，身體呈現木乃伊的狀態。可能很擅長裁縫相關領域。
熊川 冴（配音：大橋佳野人（廣播劇CD））
冬組的引導。光頭。被老虎襲擊而慘死。

### 秋組
第5卷登場。比春組和夏之-A組、B組還早3年解凍。
豬垣 蘭（配音：淺野麻由美（網路動畫））
就讀建築學科的學生。正確的年齡不明。
稻架 秋夜（配音：三宅健太（網路動畫））
有名初創企業的年輕社長。有去美國留學的經驗，擅長語言學。
鹿野 胡桃（配音：加隈亜衣（網路動畫））
個性溫柔且安靜。懷有和流星的孩子。
荻原 流星（配音：石川界人（網路動畫））
消極主義者。個性很輕浮。
梨本 茜（配音：小松未可子（網路動畫））
海女。三重縣出生。
八卷 朔也（配音：阪口大助（網路動畫））
志願是去參加司法考試獲得相關職業的青年。
刈田 葉月（配音：星野貴紀（網路動畫））
奧林匹克級的柔道家青年。
十六夜 良夜（配音：津田健次郎（網路動畫））
秋組的引導。原消防員。東北出生。個性優柔寡斷。

### 夏組-A
第7卷登場。「七種子」計劃中最優秀的隊伍。
安居（配音：小野賢章（網路動畫）、白石涼子（網路動畫少年時期））
夏組-A篇的主角。在訓練設施的最終考試中因摯友小茂之死產生心魔，為此仇恨老師之女的小花。曾對小花而施暴被驅趕出原居住地。
涼（配音：櫻井孝宏（網路動畫）、石塚沙賴（網路動畫少年時期））
男性白髮，表面冷漠，實際很關心安居。
小瑠璃（配音：千菅春香（網路動畫））
個性很活潑。對安居有好感。
香魚（配音：嶋村侑（網路動畫））

阿鷭（配音：寺島拓篤（網路動畫））
男性黑髮長髮，專長醫療。
源五郎（配音：佐藤拓也（網路動畫））
男性黑髮長髮，專長動物。
虹子（配音：皆川純子（網路動畫））
女性黑髮
卯浪（配音：菅原正志（網路動畫））
除了是夏組-A的老師外還同時是該組的引導。

### 設施
培育夏組-A的場所。
阿茂（配音：河西健吾（網路動畫）、内山夕實（網路動畫少年時期））
安居好友，個性軟弱，為救安居而自我犧牲。
小繭（配音：植田佳奈（網路動畫））
和小瑠璃、野薔薇是好朋友，在坑道下陷被活埋。
野薔薇（配音：前田玲奈（網路動畫））
和小瑠璃、小繭是好朋友，因視力變差不符合候選資格而淘汰。
鵜飼（配音：保村真（網路動畫））
跟安居是死對頭，報有強烈的競爭心態，在樹林中迷失方向凍死。
雹（配音：鶴岡聰（網路動畫））
黃髮男性，長髮馬尾辮。在坑道下陷被活埋。

### 龍宮
茨木 真亞久（配音：興津和幸（網路動畫））
龍宮篇的主角。腹語師。定时配合貴士善意地欺骗龙宫内的幸存者，让他们在无知中死亡成为龙宫的饲料与肥料。完成结束龙宫计划后吃药自尽，留下日记让后来者了解真相。
神酒 瑪麗亞（配音：壽美菜子（網路動畫））
歌手。感染蜱蟲到冷凍庫
各務 賴一
龍宮避難所的音響負責人。到冷凍庫
猿渡 貞夫
龍宮避難所的影像負責人。吃藥
坂田 時時
人氣漫畫家。感染X蜱蟲
火野 武留
在美國職棒大聯盟活躍的棒球選手。鷹弘憧憬的目標。感染蜱蟲
織田 道綱
不賣座的演員。在避難所被雇來擔任所長職務。
末黑野 貴士（配音：速水獎（廣播劇CD、網路動畫））
春組成員末黑野花的父親。自殺
末黑野 美帆
貴士的妻子，花的母親。災後某一天為了防堵海水而喪命

## 出版書籍
| 卷数 | 小學館         | 小學館                 | 東立出版社     | 東立出版社             |
| 卷数 | 發售日期       | ISBN                   | 發售日期       | ISBN                   |
| ---- | -------------- | ---------------------- | -------------- | ---------------------- |
| 1    | 2002年3月26日  | ISBN 4-09-138013-1     | 2004年1月6日   | ISBN 978-986-113-866-4 |
| 2    | 2002年9月26日  | ISBN 4-09-138014-X     | 2004年1月6日   | ISBN 978-986-113-867-1 |
| 3    | 2003年3月26日  | ISBN 4-09-138015-8     | 2004年1月6日   | ISBN 978-986-113-868-8 |
| 4    | 2004年1月26日  | ISBN 4-09-138016-6     | 2004年1月28日  | ISBN 978-986-113-869-5 |
| 5    | 2004年8月26日  | ISBN 4-09-138017-4     | 2004年11月9日  | ISBN 978-986-115-641-5 |
| 6    | 2005年5月26日  | ISBN 4-09-138018-2     | 2005年8月18日  | ISBN 978-986-116-952-1 |
| 7    | 2005年11月25日 | ISBN 4-09-138019-0     | 2006年2月1日   | ISBN 978-986-116-953-8 |
| 8    | 2006年4月26日  | ISBN 4-09-130425-7     | 2006年7月10日  | ISBN 978-986-118-437-1 |
| 9    | 2006年9月26日  | ISBN 4-09-130599-7     | 2007年1月17日  | ISBN 978-986-119-117-1 |
| 10   | 2007年3月26日  | ISBN 978-4-09-131003-3 | 2007年7月4日   | ISBN 978-986-119-822-4 |
| 11   | 2007年8月24日  | ISBN 978-4-09-131193-1 | 2008年2月22日  | ISBN 978-986-100-595-9 |
| 12   | 2008年1月25日  | ISBN 978-4-09-131477-2 | 2008年8月20日  | ISBN 978-986-101-359-6 |
| 13   | 2008年7月10日  | ISBN 978-4-09-131690-5 | 2009年1月21日  | ISBN 978-986-102-247-5 |
| 14   | 2009年1月14日  | ISBN 978-4-09-132250-0 | 2009年8月6日   | ISBN 978-986-103-193-4 |
| 15   | 2009年4月10日  | ISBN 978-4-09-132516-7 | 2009年10月20日 | ISBN 978-986-103-615-1 |
| 16   | 2009年9月10日  | ISBN 978-4-09-132628-7 | 2010年3月15日  | ISBN 978-986-104-494-1 |
| 17   | 2010年2月10日  | ISBN 978-4-09-133099-4 | 2010年8月20日  | ISBN 978-986-105-311-0 |
| 18   | 2010年8月10日  | ISBN 978-4-09-133316-2 | 2011年5月3日   | ISBN 978-986-106-223-5 |
| 19   | 2011年2月10日  | ISBN 978-4-09-133649-1 | 2011年11月28日 | ISBN 978-986-107-481-8 |
| 20   | 2011年7月8日   | ISBN 978-4-09-134018-4 | 2012年8月30日  | ISBN 978-986-108-170-0 |
| 21   | 2011年12月9日  | ISBN 978-4-09-134118-1 | 2012年12月4日  | ISBN 978-986-109-226-3 |
| 22   | 2012年6月8日   | ISBN 978-4-09-134470-0 | 2013年8月6日   | ISBN 978-986-317-371-7 |
| 23   | 2012年11月9日  | ISBN 978-4-09-134792-3 | 2014年4月1日   | ISBN 978-986-324-365-6 |
| 24   | 2013年3月8日   | ISBN 978-4-09-135073-2 | 2014年5月5日   | ISBN 978-986-332-252-8 |
| 25   | 2013年7月10日  | ISBN 978-4-09-135464-8 | 2015年5月28日  | ISBN 978-986-337-116-8 |
| 26   | 2014年1月10日  | ISBN 978-4-09-135580-5 |                |                        |
| 27   | 2014年7月10日  | ISBN 978-4-09-136239-1 |                |                        |
| 28   | 2014年12月10日 | ISBN 978-4-09-136419-7 |                |                        |
| 29   | 2015年5月8日   | ISBN 978-4-09-137299-4 |                |                        |
| 30   | 2015年10月9日  | ISBN 978-4-09-137768-5 |                |                        |
| 31   | 2016年3月10日  | ISBN 978-4-09-138237-5 |                |                        |
| 32   | 2016年8月10日  | ISBN 978-4-09-138629-8 |                |                        |
| 33   | 2017年1月10日  | ISBN 978-4-09-138894-0 |                |                        |
| 34   | 2017年6月9日   | ISBN 978-4-09-139308-1 |                |                        |
| 35   | 2017年8月10日  | ISBN 978-4-09-139424-8 |                |                        |

外傳、全一冊
- 田村由美『7SEEDS 外伝』

| 卷數 | 小學館        | 小學館                 |
| 卷數 | 發售日期      | ISBN                   |
| ---- | ------------- | ---------------------- |
| 全   | 2018年1月10日 | ISBN 978-4-09-870028-8 |

導讀手冊
| 卷數 | 小學館        | 小學館                 |
| 卷數 | 發售日期      | ISBN                   |
| ---- | ------------- | ---------------------- |
| 全   | 2011年12月9日 | ISBN 978-4-09-134257-7 |

## 廣播劇CD
廣播劇於2003年12月9日到2004年2月6日期間放送。之後作為單行本特裝版附贈的廣播劇CD。
| 標題        | 發售日期      | 收錄                                                                       |
| ----------- | ------------- | -------------------------------------------------------------------------- |
| 7 SEEDS I   | 2004年3月26日 | 〜夏の章〜 第1話「遅い目覚め」/ 第2話「静かな一歩」/ 第3話「はじまりの日」 |
| 7 SEEDS II  | 2004年4月23日 | 〜夏の章〜 第4話「嵐」 〜冬の章〜 第1話「遠吠え」/ 第2話「彼岸の虹」       |
| 7 SEEDS III | 2004年5月21日 | 〜春の章〜 第1話「花」/ 第2話「星」/ 第3話「音霊」                         |

## 外部連結
- 小學館首頁（页面存档备份，存于）（日語）
- 田村由美訪談（页面存档备份，存于）（日語）
- 廣播劇CD（页面存档备份，存于）（日語）
- 動畫《7SEEDS》官方網站（页面存档备份，存于）（日語）
- 動畫《7SEEDS》官網的X（前Twitter）（日語）